# Thomas Henning

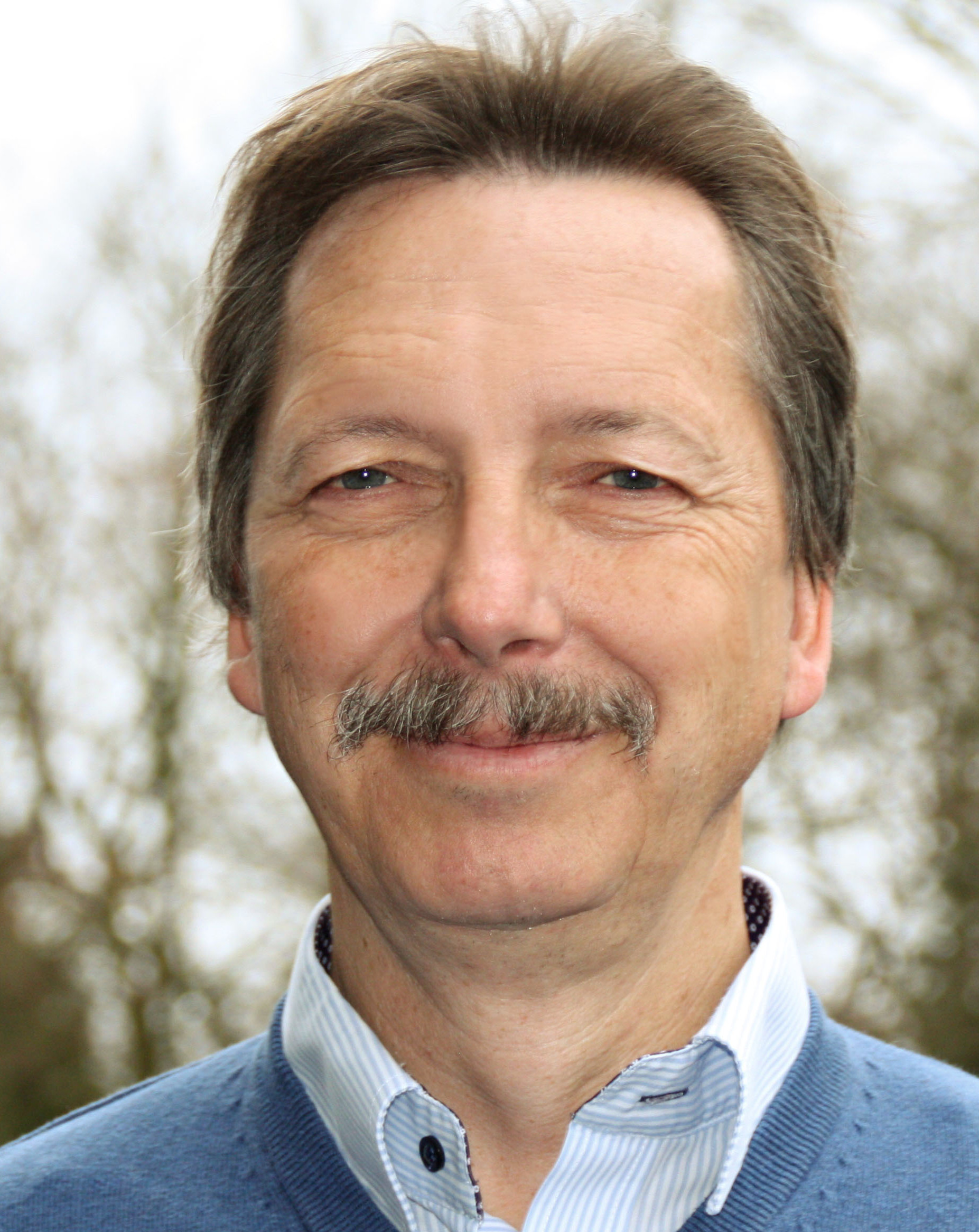
Thomas Henning (2017)

Thomas K. Henning (* 9. April 1956 in Jena) ist ein deutscher Astrophysiker. Von 2001 bis 2024 war er Direktor am Max-Planck-Institut für Astronomie in Heidelberg. Er ist Experte auf dem Gebiet der Stern- und Planetenentstehung.

## Biografie
Henning studierte Physik und Mathematik mit Schwerpunkt Plasmaphysik an der Universität Greifswald und anschließend Astronomie und Astrophysik an der Universität Jena, wo er 1984 promoviert wurde. Hennings Doktorvater war Karl-Heinz Schmidt. Im Anschluss an einen Aufenthalt als Postdoc an der Karls-Universität Prag (1984–1985) kehrte Henning nach Jena zurück, wo er von 1986 bis 1988 Assistent an der Universitäts-Sternwarte war und sich 1989 habilitierte.  Anschließend (1989–1990) wurde er Gastwissenschaftler am Max-Planck-Institut für Radioastronomie in Bonn und Gastdozent an der Universität zu Köln (1991). Im gleichen Jahr kehrte Henning an die Universität Jena zurück, wo er bis 1996 als Leiter der Max-Planck-Arbeitsgruppe „Staub in Sternentstehungsgebieten“ fungierte und 1992 auch Professor wurde.
Im Jahre 1999 erhielt Henning an der Universität Jena einen Lehrstuhl für Astrophysik, den er bis 2002 innehaben sollte, und wurde Direktor des Astrophysikalischen Instituts und der Universitäts-Sternwarte. Er nahm Gastprofessuren an der Universität Amsterdam, an der Europäischen Südsternwarte in Chile, an der Sapporo University sowie der Universität Kopenhagen wahr. Von 2000 bis 2007 war er Co-Sprecher der DFG-Forschergruppe „Laboratory Astrophysics“ in Chemnitz und Jena. Von 2001 bis 2024 war Henning Direktor am Max-Planck-Institut für Astronomie, wo er die Abteilung „Planeten- und Sternentstehung“ leitete. Mit seiner Emeritierung leitet er eigene Forschungsgruppe und ist somit wissenschaftliches Mitglied am MPIA. Henning ist weiterhin Professor in Jena und seit 2003 außerdem Honorarprofessor an der Universität Heidelberg.

## Wissenschaftliche Arbeit
Hennings Arbeitsgebiet ist die Stern- und Planetenentstehung. Ein Schwerpunkt ist dabei die Beobachtung und Modellierung protoplanetarer Scheiben um junge Sterne – einem Frühstadium in der Entwicklung von Planetensystemen. In diesem Zusammenhang erforscht Henning auch die Eigenschaften interstellaren Staubs und, allgemeiner, die Physik und die Chemie des interstellaren Mediums, und zwar sowohl theoretisch als auch mit den Mitteln der Laborastrophysik und der beobachtenden Astronomie. Seine Beobachtungsschwerpunkte liegen dabei bei der Infrarot- und Submillimeterastronomie.
Henning war und ist an einer Reihe größerer Forschungsprojekte beteiligt, so am Bau von Instrumenten für das ESA-Weltraumteleskop Herschel, für das James Webb Space Telescope und für die Teleskope der Europäischen Südsternwarte,  am Bau des Large Binocular Telescope in Arizona, am Spitzer-Legacy-Projekt „Formation of Planetary Systems“, an mehreren Herschel-Legacy-Projekten, am Pan-STARRS-Survey sowie am HAT-South-Transitnetwork. Er ist weiterhin Fellow der Max Planck School „Matter to Life“, Co-Investigator des Heidelberg Excellence Clusters „Structures“, Co-Investigator des EDEN Transit Survey zur Suche nach erdähnlichen Planeten um M-Sterne, Co-PI des Heidelberg-Chile TESS Exoplanet Network, Leiter des MPIA-Labors „Origins of Life“ und Gründungsmitglied des European Astrobiology Institute. Im Jahre 2019 erhielt er einen mit 2,5 Mio. Euro dotierten (ERC Advanced Grant) für sein Projekt „From Planet-Forming Disks to Giant Planets – von Planeten bildenden Scheiben bis zu Riesenplaneten“.
Er war und ist Mitglied einer Reihe astronomischer Lenkungs- und Beratungsgremien, unter anderem des ESO-Council, des CAHA-Boards, der Board of Directors von LBT und von PS1, sowie des wissenschaftlichen Beirats der Thüringer Landessternwarte Tautenburg.

## Ehrungen und Auszeichnungen
- 1998: Thüringer Forschungspreis des Freistaats Thüringen im Bereich Grundlagenforschung[7]
- 2000: Mitglied der Leopoldina[8]
- 2009: Benennung des Asteroiden 1992 SG2 auf (30882) Tomhenning[9]
- 2013: ESA JWST Significant Achievement Award
- 2016: Adjunct Professor – Tata Institute of Fundamental Research, School of Natural Sciences, Mumbai, Indien[10]
- 2017: Cozzarelli-Preis (PNAS) der National Academy of Sciences der USA[11]
- 2019: Ehrenmitglied der Ungarischen Akademie der Wissenschaften[12][13]
- 2019: Adjunct Professor – Tokyo Institute of Technology, Tokio, Japan
- 2020: Gay-Lussac-Humboldt-Preis
- 2023: Karl-Schwarzschild-Medaille
- 2023: Sektionspreis für Wissenschaft, Medizin und Technik der Deutschen Gesellschaft für Photographie als Co-Projektleiter des MIRI-Projekts[14]